# 市原地区
市原地区（いちはらちく）は、千葉県市原市の地区。市原市役所市原支所が管轄している。

## 概要
市原市北部に位置する。
市原市となる以前の旧市原郡市原町の町域のうち、現在は辰巳台地区の全域及びちはら台地区の一部となっているものを除いた区域で成り立っている。人口は5万0560人で市内の地区で2番目、ちょうど五井地区と3番目に人口が多い姉崎・有秋地区との中間くらいの人口規模である。
姉崎地区、五井地区と共に市原市の臨海工業地域を構成する地区であり、市原市で唯一の造船所である三井造船千葉事業所がある。また、八幡宿駅周辺は姉崎地区の姉ケ崎駅周辺と共に市原市の都市拠点に指定されている。商業地域としての開発が適度に行われており、周辺の開発事業として、市原市による組合施行の八幡宿駅東口土地区画整理事業も進行中である。

## 地名

### 市原の由来
市原という地名の由来は、伝承による説では、「櫟の木が繁茂する原野であったから」と「一日市場（ひといちば）があったから」という2つが存在する。地理的なものでは、養老川により浸食された急崖を指す「厳原（いつはら）」が転訛したものであるとする説がある。

### 町丁字
地区内の町丁字は以下の通りである。また、下記以外にも辰巳台地区の全域とちはら台地区の一部に、かつて市原地区に含まれていた範囲が存在する。
- 八幡
- 八幡浦
- 旭五所
- 東五所
- 西五所
- 五所
- 西野谷
- 八幡海岸通
- 山木
- 菊間
- 大厩
- 古市場
- 草刈
- 市原
- 門前
- 郡本
- 山田橋
- 藤井
- 能満
- 八幡北町
- 若宮
- 八幡石塚

## 歴史

### 概説
1963年（昭和38年）5月1日、市原郡姉崎町・五井町・市原町・市津町・三和町が対等合併したことによって市原市が成立した。同時に旧各町役場に市役所支所が設けられ、その市役所支所が管轄する区域によって、支所名を地区名として地区分けがなされた。市原地区は旧市原町役場におかれた市原市役所市原支所が管轄しているためこの名称となっている。
地区の中心駅である八幡宿駅から北西側に少し離れた場所周辺には、イトーヨーカドー八幡宿店やダイエー市原店などの商業施設が林立していたが、八幡宿駅周辺は開発が遅れていた。これは、1970年代、八幡宿駅周辺の土地区画整理事業を施行するための住民説明を行った際に、住民が必要以上に反発したことに対して、当時の市長であった井原恒治が憤慨して計画を白紙撤回した事があり、それ以降、計画があまり進捗していなかったためである。その当時すでに土地は測量済であり、開発事業の準備はある程度が完了している状態であった。
2023年（令和5年）4月1日現在、市原市による八幡宿駅東口土地区画整理事業や八幡宿駅西口複合施設建設計画が進行中であり、適度な開発が実施されている。

### 年表
- 1963年（昭和38年）5月1日 - 市原町・五井町・姉崎町など旧市原郡5町が合併し市原市市制施行。市原市市原地区に。
- 2026年（令和8年）3月 - 八幡宿駅西口複合施設完成予定。

## 行事
- 5月 - 八幡臨海まつり[6]

## 人口
2023年（令和4年）4月1日現在の人口の総数及び世代別割合は以下の通りである。
| 地区名   | 人口     | 人口 | 人口     | 人口     |
| 地区名   | 総数     | 年少 | 生産年齢 | 老年人口 |
| -------- | -------- | ---- | -------- | -------- |
| 市原地区 | 50,560人 | 9.7% | 57.9%    | 32.4%    |

## ニュータウン・団地
- 若宮団地

## 施設

### 公共・行政施設
- 市原市役所市原支所
- 市原市立市原公民館
- 市原市青少年センター
- 市原市消防局市原消防署
- 千葉県警察市原警察署

### スポーツ施設
- 市原スポレクパーク
- 市原市武道館 (ゼットエー武道館)
- ボートピア市原
- サテライト市原

### 博物館・美術館
- I’Museum Center (市原歴史博物館)

### 小学校
- 市原市立八幡小学校
- 市原市立五所小学校
- 市原市立石塚小学校
- 市原市立菊間小学校
- 市原市立若宮小学校
- 市原市立白幡小学校
- 市原市立市原小学校

### 中学校
- 市原市立八幡中学校
- 市原市立菊間中学校
- 市原市立市原中学校

### 高等学校・高等専門学校
- 千葉県立市原八幡高等学校
- 千葉県立市原緑高等学校
- 東海大学付属市原望洋高等学校

### 港湾施設
- 市原港

### 発電所・工場・物流センター等
- 市原パワー市原発電所

### 名所
- 飯香岡八幡宮

### 廃止施設
- イトーヨーカドー八幡宿店
- ダイエー市原店
- トイザらス市原店
- 市原市立八幡東中学校

## 交通

### 鉄道
- 東日本旅客鉄道
  - 内房線：八幡宿駅
- 京葉臨海鉄道
  - 臨海本線：

### バス[8]
1. 八幡宿駅東口発着
  - 小湊鉄道
    - 八01系統：八幡宿駅東口〜辰巳団地〜東三丁目〜千葉労災病院
    - 八02系統：八幡宿駅東口〜若宮団地〜辰巳台団地〜東三丁目〜千葉労災病院
    - 八04系統：八幡宿駅東口〜南町陸橋下〜古河電工前〜三井造船前
    - 八05系統：八幡宿駅東口〜菊間三又〜菊間団地
    - 八07系統：八幡宿駅東口〜辰巳団地
    - 八08系統：八幡宿駅東口〜辰巳団地〜東三丁目〜うるいど南〜帝京平成大学
2. 八幡宿駅西口発着
  - 小湊鉄道
    - 千21系統：八幡宿駅西口〜村田橋〜浜野〜蘇我駅西口〜千葉駅
    - 千22系統：八幡宿駅西口〜村田橋〜浜野〜蘇我駅西口〜千葉中央駅〜千葉駅
    - 八21系統：八幡宿駅西口〜五井駅西口〜姉ケ崎駅東口〜別荘下
    - 八22系統：八幡宿駅西口〜五井駅西口〜姉ケ崎駅東口
    - 八23系統：八幡宿駅西口〜市原南町〜市原小学校入口〜市原市役所〜国分寺台
    - 八24系統：八幡宿駅西口〜市原南町〜市原小学校入口〜市原市役所
    - 八25系統：八幡宿駅西口〜市原南町〜市原小学校入口〜山倉こどもの国
    - 八26系統：八幡宿駅西口〜市原南町〜市原小学校入口〜市原市役所〜国分寺台〜海士有木
    - 八27系統：八幡宿駅西口〜市原南町〜能満〜東三丁目〜辰巳台団地
    - 八28系統：八幡宿駅西口〜村田橋〜浜野
    - 八29系統：八幡宿駅西口〜古河電工前
3. その他
  - 小湊鉄道
    - 浜05系統：浜野〜浜野駅東口〜古市場〜菊間団地
    - 五02系統：五井駅東口〜アリオ市原〜稲荷台〜埋蔵文化財センター
    - 五03系統：五井駅東口〜君塚郵便局前〜稲荷台〜埋蔵文化財センター
    - 五04系統：五井駅東口〜惣社〜市原市役所〜能満〜東三丁目〜辰巳台クリニック〜千葉労災病院〜清水谷公園〜水の江小学校入口〜ちはら台団地
    - 五25系統：五井駅西口〜五井病院前〜市原南町〜辰巳台団地〜辰巳台クリニック〜うるいど南〜喜多
    - 五31系統：五井駅東口〜五井育苗センター入口〜東三丁目〜辰巳台クリニック〜千葉労災病院〜潤井戸新田〜ユニモ〜ちはら台駅
    - 五32系統：千葉労災病院〜潤井戸新田〜ユニモ〜ちはら台駅
    - 五33系統：千葉労災病院〜潤井戸新田〜ユニモ〜ちはら台駅〜スーパービバホーム〜四季の丘〜ちはら台東交差点
    - 千08系統：千葉駅〜蘇我駅東口〜生実新田〜中西台〜辰巳台団地〜東三丁目〜千葉労災病院
    - 八03系統：三井造船前〜古河電工前〜辰巳団地〜東三丁目〜千葉労災病院
    - 茂22系統：千葉労災病院〜辰巳台クリニック〜潤井戸〜喜多〜ロングウッドステーション〜茂原駅東口
    - 喜02系統：辰巳団地〜辰巳台クリニック〜大学入口〜小田部〜喜多
    - 喜03系統：辰巳団地〜東三丁目〜小田部〜喜多
    - 喜04系統：辰巳団地〜辰巳台クリニック〜潤井戸〜喜多